# Isidor din Milet

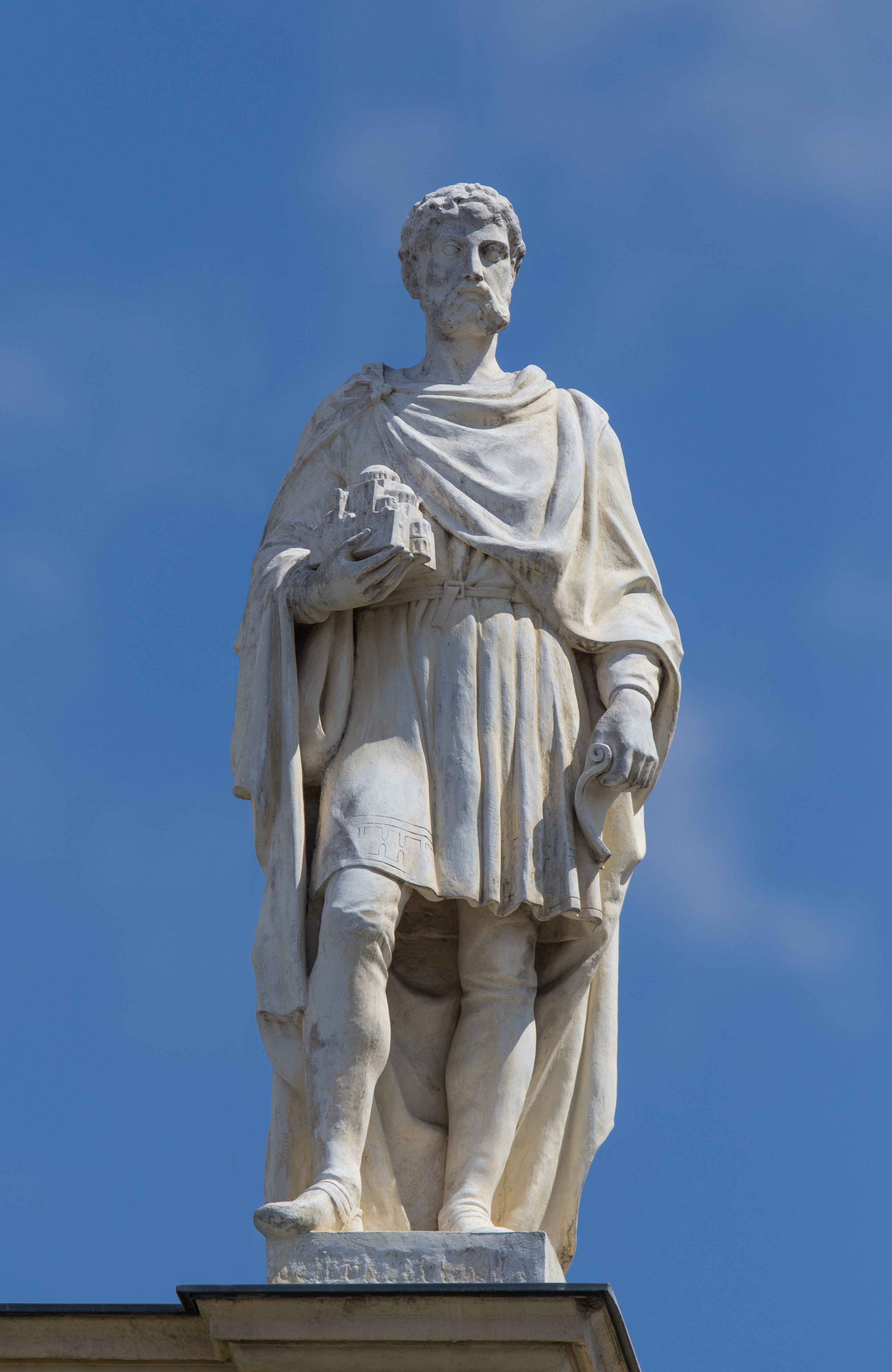
Statuie a lui Isidor din Milet, operă a lui Ludwig Simek, Muzeul de Istorie a Artei din Viena.

Isidor din Milet (în greacă Ἰσίδωρος ὁ Μιλήσιος, în latină Isidorus Miletus; n. 442 d.Hr., Milet, Ionia, Imperiul Roman de Răsărit – d. 537 d.Hr.) a fost un matematician, fizician, și arhitect din Imperiul Roman de etnie greacă. A fost unul dintre cei doi arhitecți aleși de sfântul Împărat Iustinian I cel Mare pentru construirea catedralei Sfânta Sofia din capitala Imperiului, Constantinopol, între 532 și 537. Este autorul presupus al unei compilații a scrierilor lui Arhimede și a unei părți din Cartea a XV-a a Elementelor lui Euclid.